# Orleanesia cuneipetala
Orleanesia cuneipetala är en orkidéart som beskrevs av Guido Frederico João Pabst. Orleanesia cuneipetala ingår i släktet Orleanesia och familjen orkidéer. Inga underarter finns listade i Catalogue of Life.